# Liste der Monuments historiques in Froidos
Die Liste der Monuments historiques in Froidos führt die Monuments historiques in der französischen Gemeinde Froidos auf.

## Liste der Objekte
| Bezeichnung          | Beschreibung                                                                                               | Standort                        | Kennzeichnung | Schutzstatus | Datum | Bild |
| -------------------- | --- | ------------------------------- | ------------- | ------------ | ----- | ---- |
| Prozessionsbaldachin | Seide, bestickt, erste Hälfte des 19. Jahrhunderts                                                         | in der Kirche St-Antoine (Lage) | PM55001865    | Inscrit      | 1993  |      |
| Hauptaltar           | Altartisch, Retabel und Gemälde; Holz, farbig gefasst, sowie Ölfarbe auf Leinwand, 17. bis 19. Jahrhundert | in der Kirche St-Antoine (Lage) | PM55000252    | Classé       | 1982  |      |